# Техническая позиция
Техническая позиция — термин в космонавтике, обозначающий комплекс сооружений со специальным технологическим оснащением. Технические позиции являются одним из главных объектов любого космодрома.
Также этот термин используется в ракетных войсках стратегического назначения (РВСН), где обозначает участок местности, на котором производится развёртывание войскового подразделения.
Применительно к космической тематике на космодроме существует техническая позиция для сборки ракеты-носителя и отдельно для сборки непосредственно космического (орбитального) объекта.
На специализированной технической позиции в соответствии с её назначением производится приём, сборка и хранение ракеты-носителя либо космического аппарата. Также на технической позиции производится испытание ракеты-носителя и космического аппарата, а также их присоединение друг к другу.
Основным сооружением технической позиции является монтажно-испытательный корпус.
После того, как ракета и сам космический аппарат пройдут этапы сборки и проверки на технической позиции, далее они транспортируются уже на стартовую позицию.

## Состав технической позиции
Техническая позиция включает в себя монтажно-испытательный корпус (МИК), заправочную станцию, компрессорную станцию и ресиверную, трансформаторную подстанцию и административно-технические здания.
В случае, когда техническая позиция предназначена для ракет-носителей, работающих на твёрдом топливе, в её состав может входить также первичное хранилище секций твердотопливных ускорителей, а также комплекс зданий для их осмотра и проверки.

## Виды технических позиций
Технические позиции на космодромах подразделяются на два основных вида — техническая позиция орбитального корабля и техническая позиция ракеты-носителя.
Техническая позиция орбитального корабля используется для проведения всех необходимых действий начиная от этапа доставки корабля или его элементов на космодром до готовности к стыковке с ракетой-носителем.
Техническая позиция ракеты-носителя используется для сборки и тестирования ступеней ракеты, а также для пристыковке к уже готовой и собранной ракете непосредственно космического корабля. Для каждого типа ракеты-носителя строится отдельная техническая позиция, поэтому, в случае, если с космодрома могут стартовать ракеты различных типов, на нём создается несколько отдельных технических позиций.